# Frédéric De Bontridder
Frédéric François Emile Marie De Bontridder (Vilvoorde, 24 februari 1851 - Brussel, 2 mei 1926) was een Belgisch volksvertegenwoordiger.

## Levensloop
De Bontridder was industrieel. Hij werd verkozen tot gemeenteraadslid van Vilvoorde (1895-1900).
In 1894 werd hij verkozen tot katholiek volksvertegenwoordiger voor het arrondissement Brussel en oefende dit mandaat uit tot in 1906.